# Vitakrisaurus
Vitakrisaurus là một chi khủng long, được Malkani mô tả khoa học năm 2010.